# Barbara Probst-Polášek
Barbara Probst-Polášek (* 8. März 1939 in Reichenberg als Barbara Effenberger; † 15. April 2019) war eine deutsche Konzertgitarristin und Lautenistin.

## Leben und Wirken
Barbara Probst-Polášek entstammte einer Musikerfamilie aus Böhmen und begann siebenjährig Gitarre zu spielen. Bereits ab dem vierten Lebensjahr erhielt sie von ihrem Vater, dem Kapellmeister Ottomar Effenberger, Klavier- und Violinunterricht. Sie studierte an der Franz-Liszt-Hochschule für Musik in Weimar bei Ursula Peter und dem Prager Konservatorium bei Stephan Urban.
Mit dem Gewinn wichtiger Gitarrenwettbewerbe im Jahre 1959 in Wien sowie 1964 in Paris begann ihre internationale Karriere. Sie flüchtete im Jahre 1960 mit ihrem noch nicht zweijährigen Sohn und einer Weißgerber-Konzertgitarre über Berlin aus der DDR in die BRD. Ab 1961 war sie regelmäßig zu Gast bei den Musikwochen auf Schloss Elmau. Die Meisterschülerin von Andrés Segovia spielte unter anderem mit Julian Bream und Aurèle Nicolet. 1964 gewann sie den Ersten Preis des Concours International de Guitare des französischen Rundfunks. Als Künstlerin der Konzertagentur Dandelot in Paris konzertierte sie 1968 auf dem 30. Internationalen Festival in Strasbourg zwei Tage nach Arthur Rubinstein.
Neben zahlreichen Fernsehauftritten und Rundfunkaufnahmen wurden zwei Schallplatten mit ihr veröffentlicht. Eine Veröffentlichung von R. C. A Victor enthielt Werke für Konzertgitarre sowie Werke für Konzertgitarre und Cello im Duo mit Jan Polášek. Werke für Laute, in der Bearbeitung für Konzertgitarre, wurden von der französischen Plattenfirma Erato veröffentlicht.
Sie erwarb den Ruf einer ausgezeichneten Interpretin und ausgewiesenen Spezialistin für die Bearbeitung und Interpretation der Musik von Johann Sebastian Bach. Darüber hinaus interpretierte sie Werke der zeitgenössischen Musik und spielte häufig die Gitarrenstimmen im Orchester der Bayerischen Staatsoper in München.
Sie engagierte sich zudem für die Ausbildung der Konzertgitarre. Seit 1962 lehrte sie am Richard-Strauss-Konservatorium in München und gründete 1970 ein internationales Gitarrenfestival mit Wettbewerb, der ab 1976 in den Internationalen ARD Musikwettbewerb überging. Sie war häufig Jurorin internationaler Wettbewerbe für Konzertgitarre, insbesondere dem ORTF-Wettbewerb in Paris. Seit 1997 war sie Dozentin an der Hochschule für Musik und Theater München.
Die Mutter von vier Kindern war in erster Ehe verheiratet mit dem Cellisten Jan Polášek, in zweiter Ehe mit Michael Probst, einem Sohn des Widerstandskämpfers Christoph Probst.